# Manuel Sanches Inglês Esquível
Manuel Sanches Inglês Esquível foi um Governador Civil de Faro entre 12 de Dezembro de 1968 e 20 de Junho de 1972; e de Setúbal de 20 de Junho de 1972 a 20 de Fevereiro de 1974.
Casou com Maria das Mercedes Feu Leote Tavares, com geração.